# Nationales Kunstmuseum der Ukraine
Das Nationale Kunstmuseum der Ukraine (ukrainisch Національний художній музей України, englisch National Art Museum of Ukraine) ist ein Kunstmuseum in der ukrainischen Hauptstadt Kiew.

## Gebäude

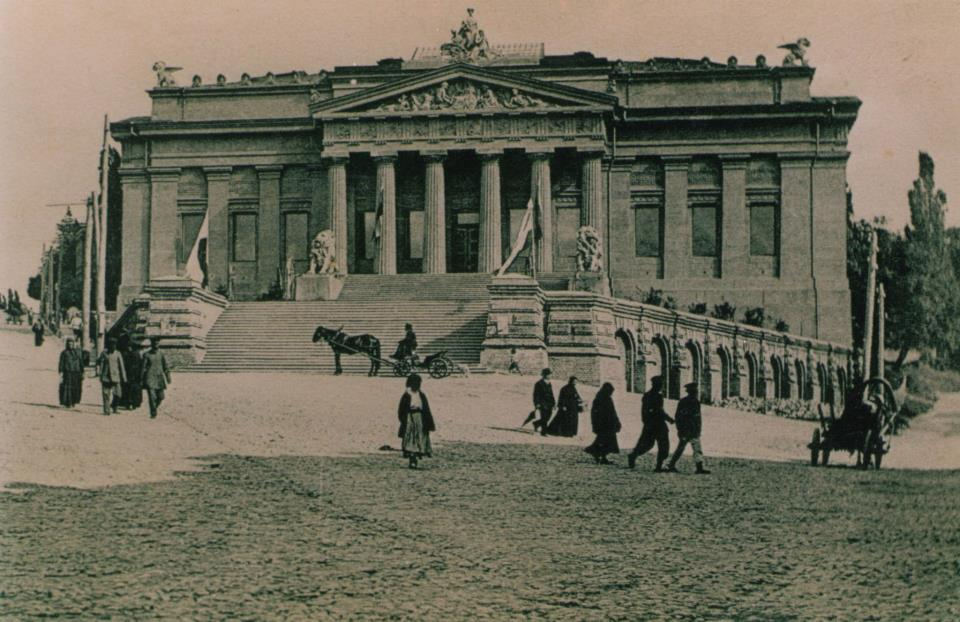
Museum im Jahr 1904

Das Museum befindet sich in dem 1899 im neoklassizistischen Stil errichteten Gebäude, einem der bedeutendsten Baudenkmäler der Hauptstadt. Der Architekt war Władysław Horodecki, dem die Stadt auch das Haus mit den Chimären verdankt.
Das Museum befindet sich in der Straße Mychaila Hruschewskoho (Михайла Грушевського) Nummer 6 im Stadtzentrum.

## Geschichte
Das Museum wurde auf Initiative ukrainischer Intellektueller (u. a. Wikentij Chwoika) im späten neunzehnten Jahrhundert als das erste öffentliche Museum Kiews gegründet. Ursprünglich war das Museum für Antiquitäten gedacht, entwickelte sich jedoch nach dem Ersten Weltkrieg zu einem Museum der Geschichte und nach dem Zweiten Weltkrieg wurde es zu einem Kunstmuseum.
Im Zusammenhang mit den Protesten des Euromaidan wurde das Gebäude Anfang 2014 zum Mittelpunkt von Auseinandersetzungen zwischen Polizei und Demonstranten und wurde regelrecht belagert. Aus diesem Grunde musste das Museum den Betrieb vorübergehend einstellen.

## Ausstellung
Im Museum befinden sich mehr als 20.000 Kunstobjekte von Ikonen über Realismus bis zur Russischen Avantgarde. Es umfasst Werke von Abram Manewitsch, Dawid Burljuk, Alexandra Exter, Kasimir Malewitsch, Wadim Meller, Rufin Sudkowskyj und vielen anderen.

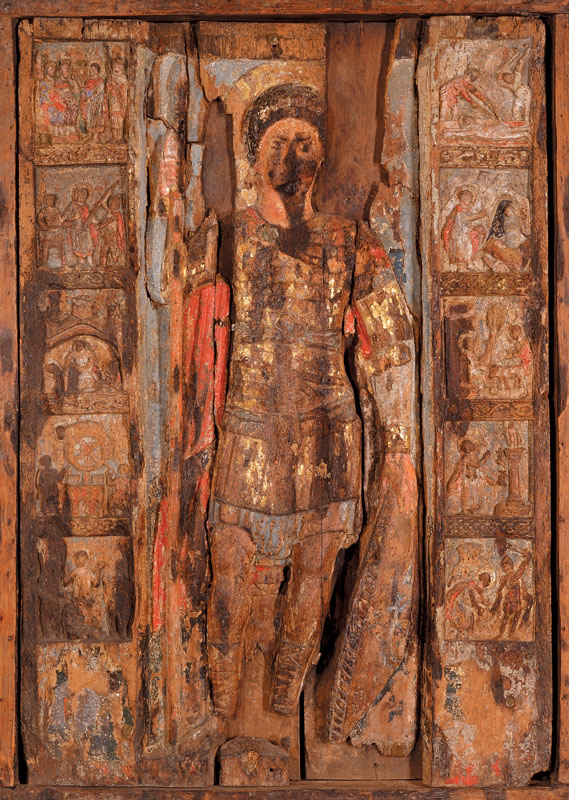
Der hl. Georg, 12. Jahrhundert
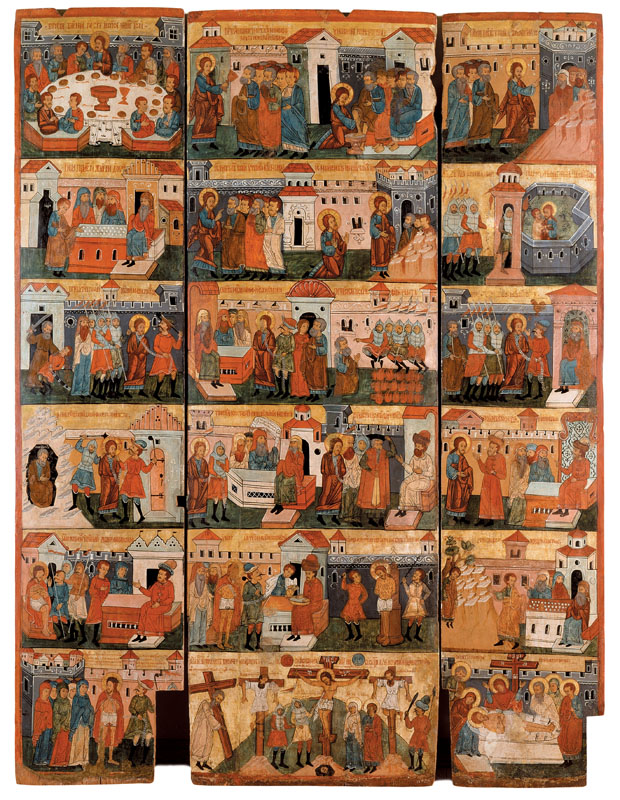
Passion, 16. Jahrhundert
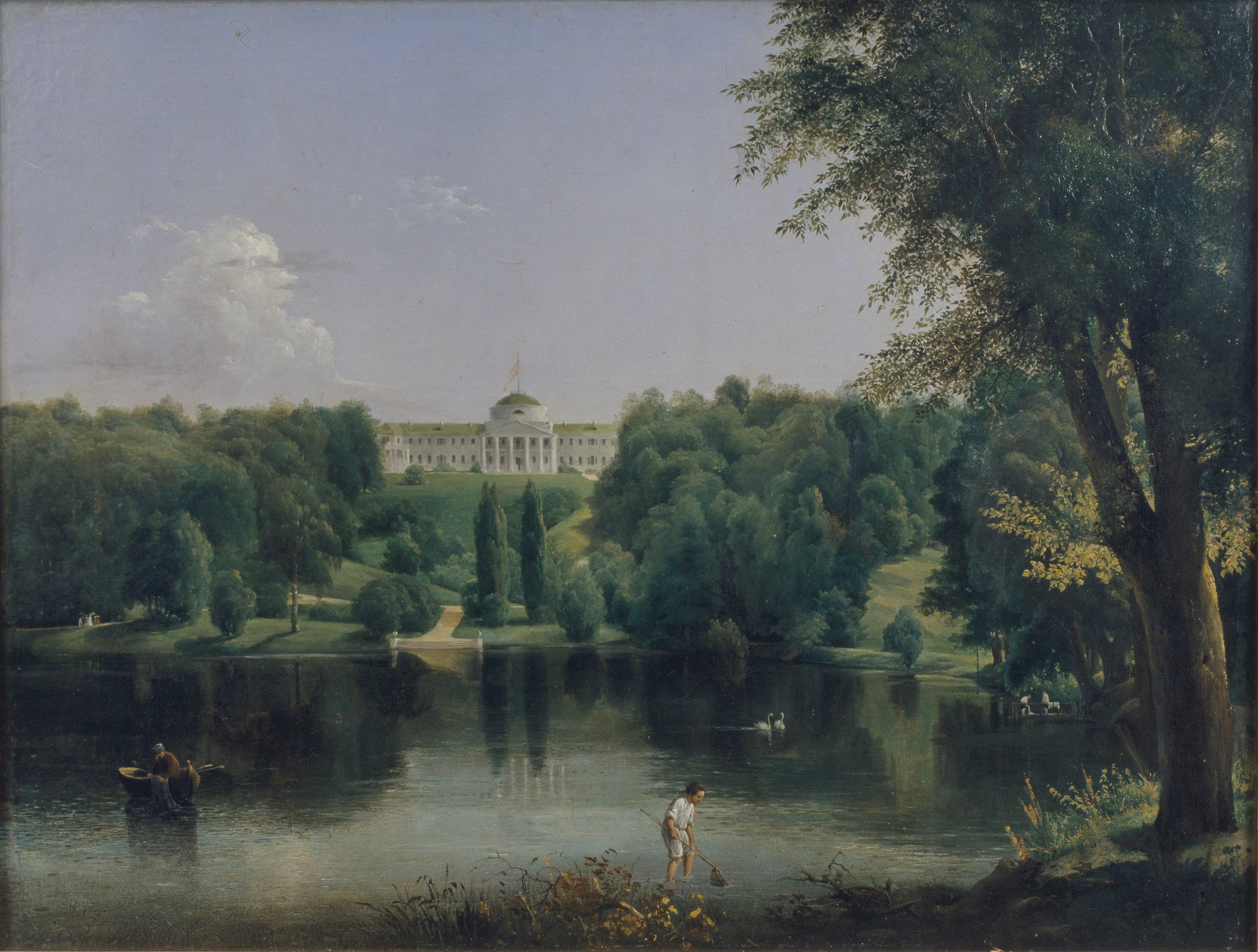
Landgut Katschaniwka (1837) von Wassili Sternberg
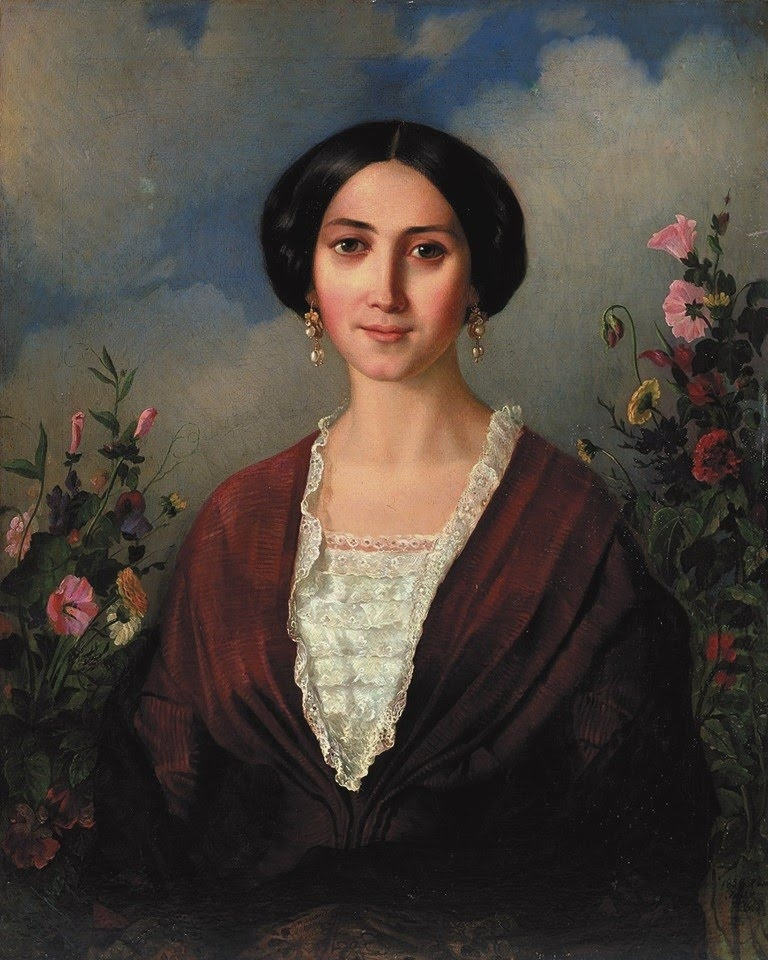
Apollon Nikolajewitsch Mokrizki, Frauenporträt (1853)
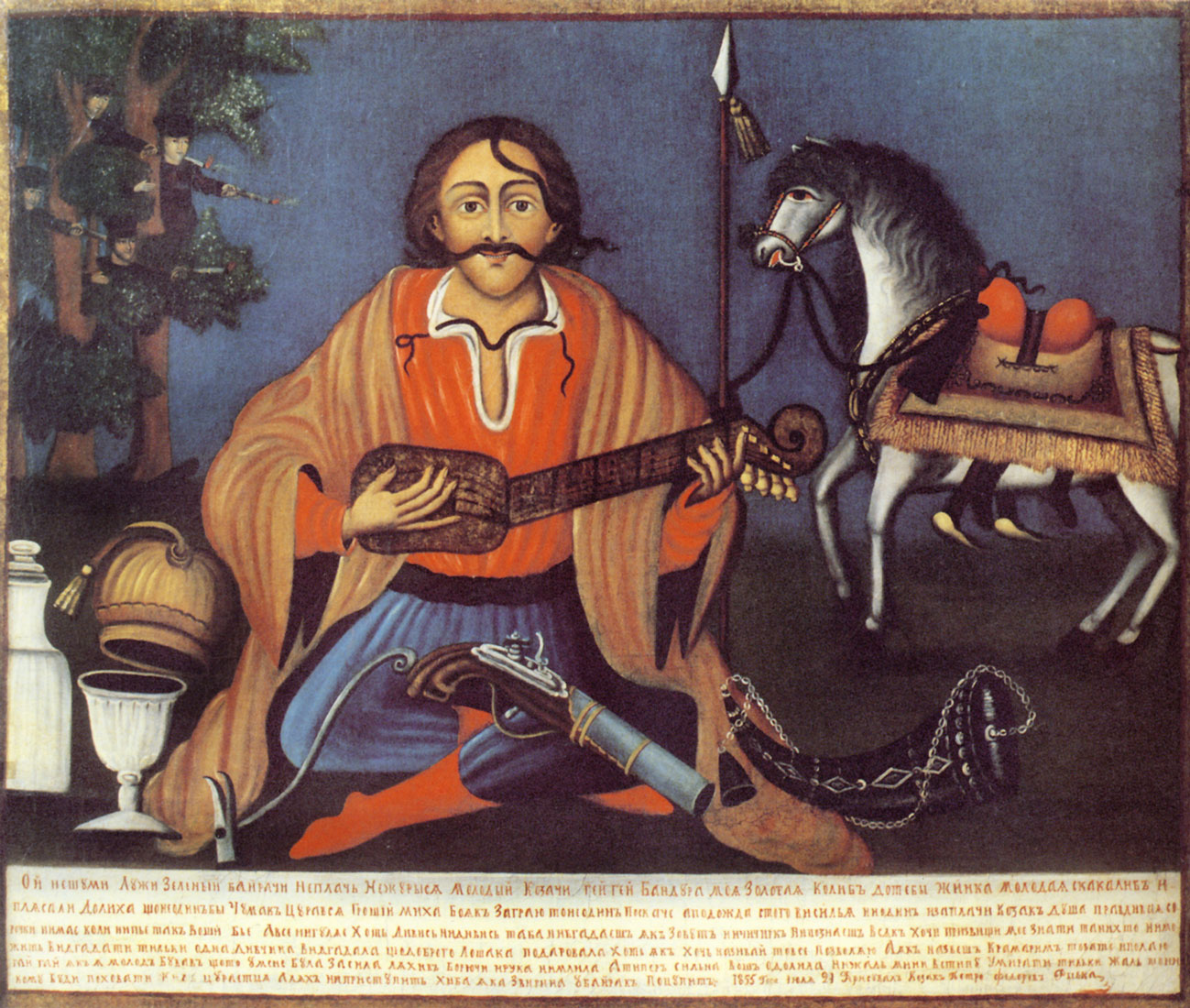
Kosak Mamaj (1855)
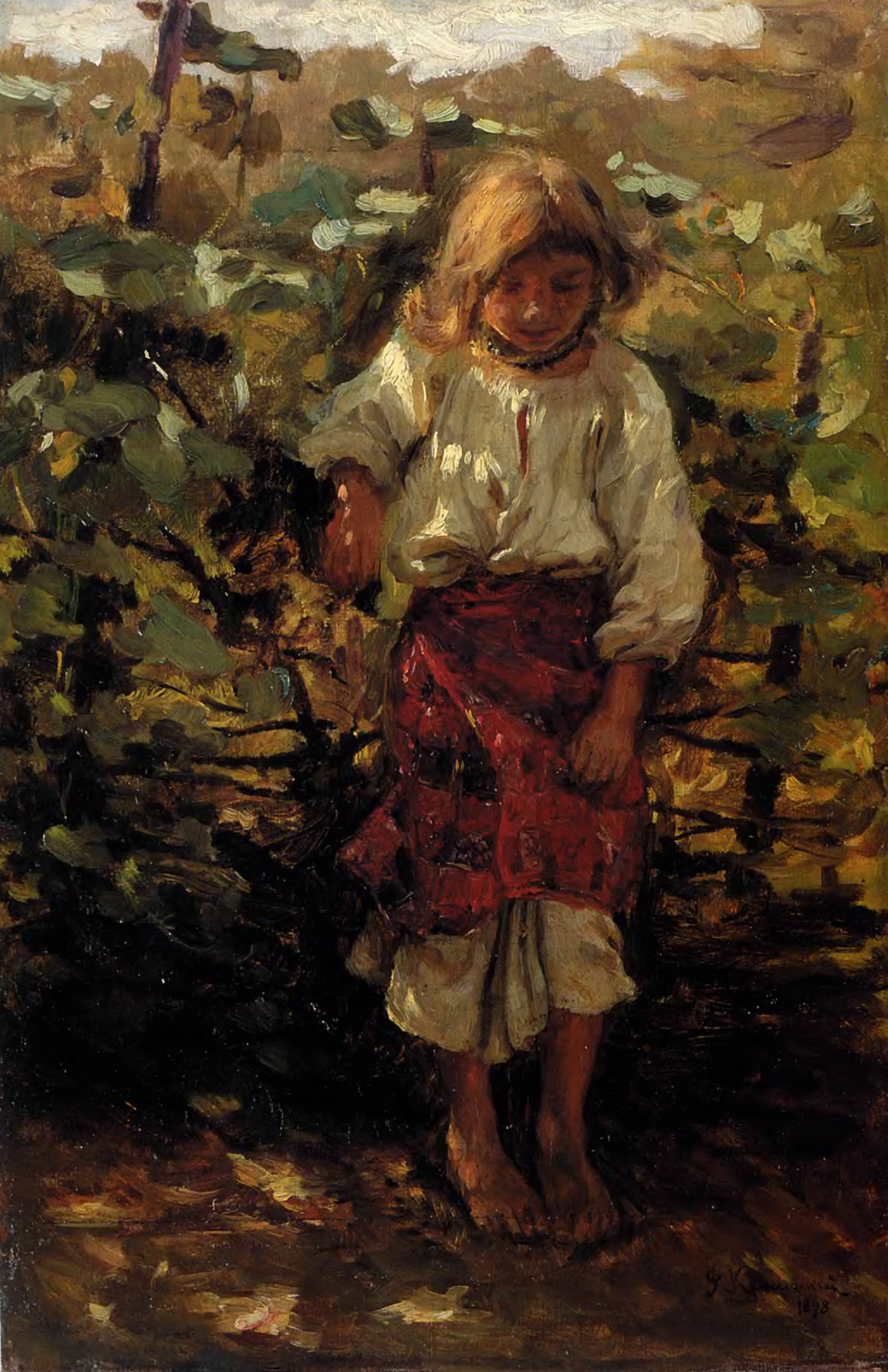
Mädchen neben dem Zauntritt (1898) von Fotij Krassyzkyj
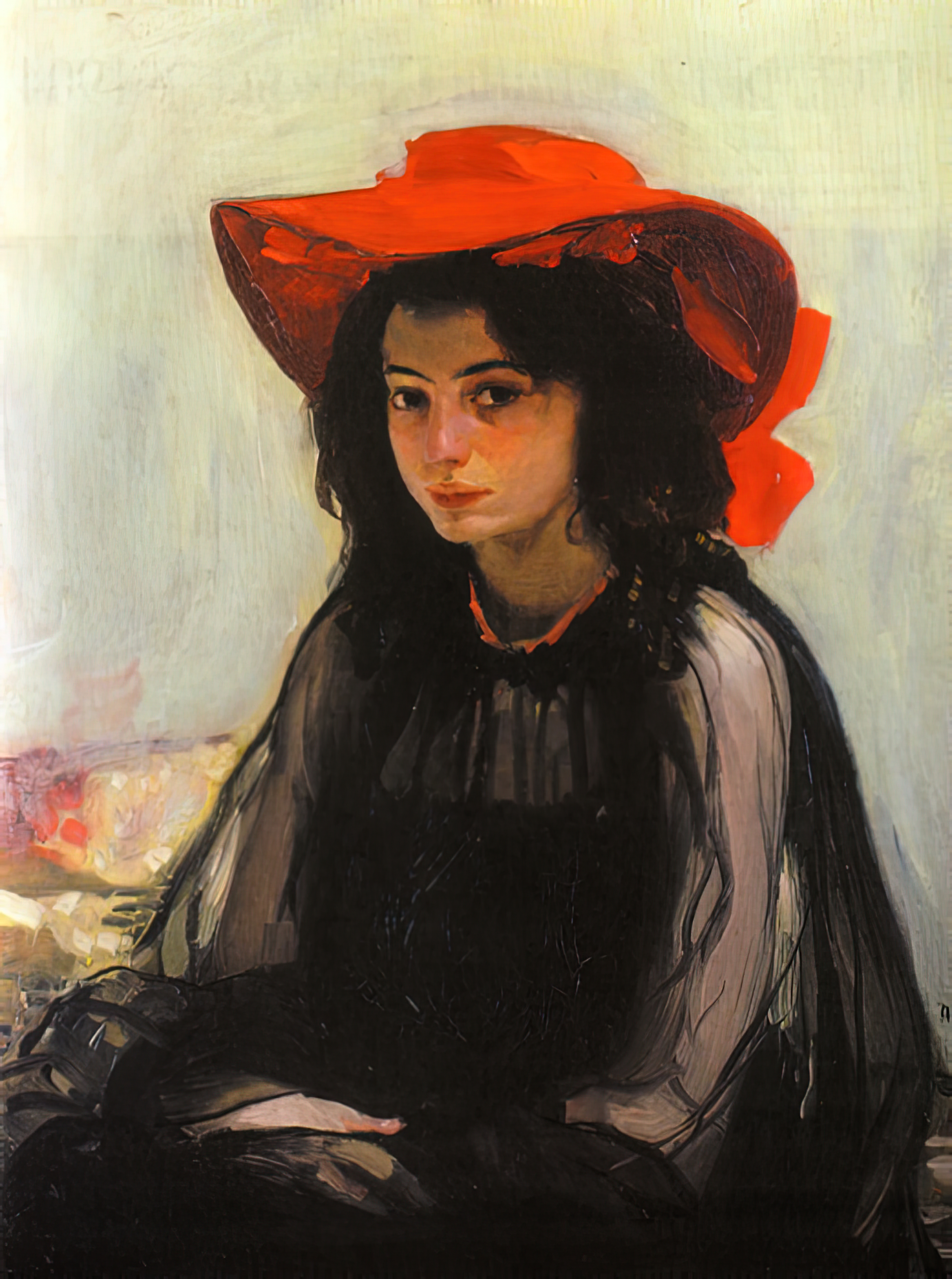
Das Mädchen mit dem roten Hut (1902/03) von Oleksandr Muraschko
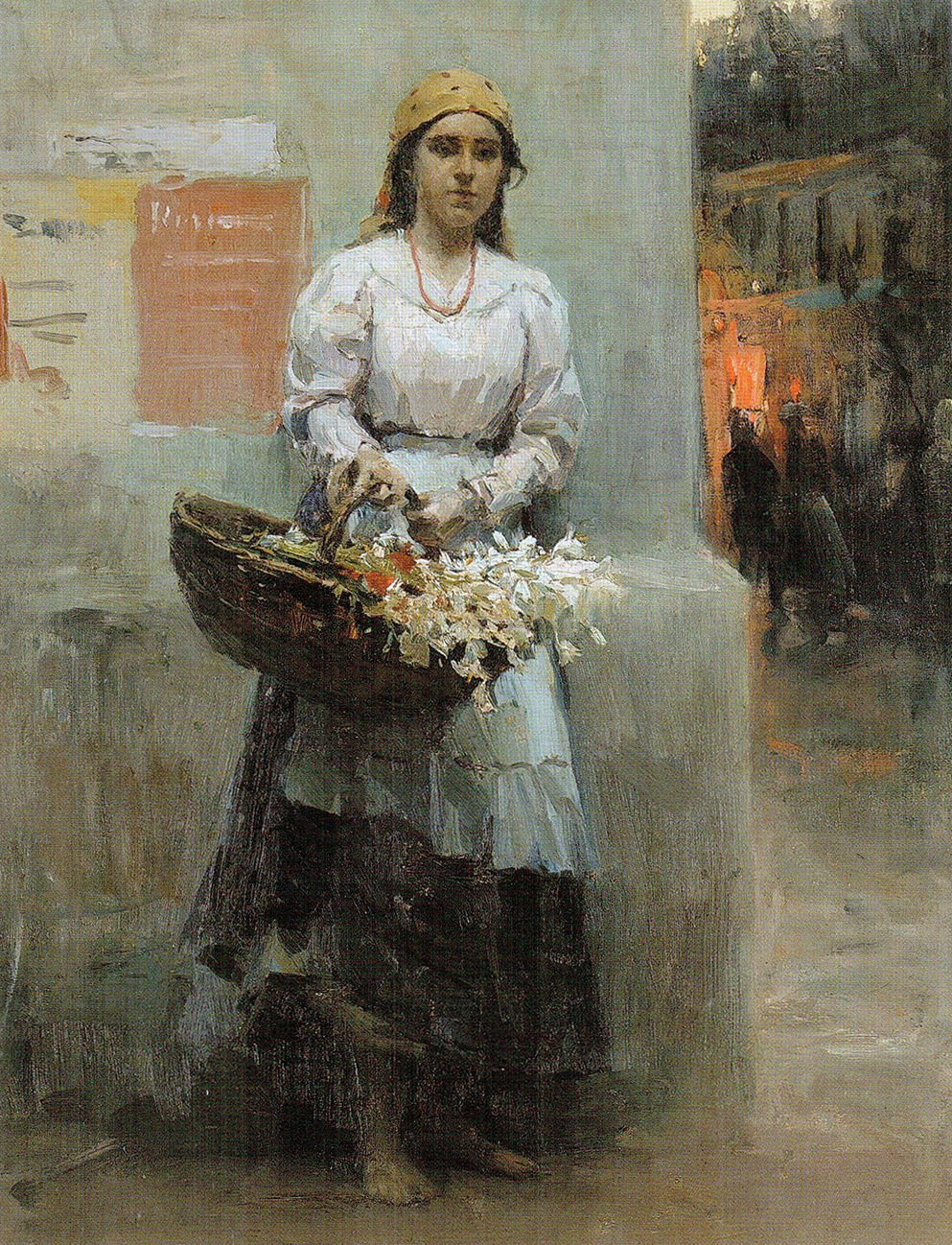
Blumenmädchen (1908) von Mykola Pymonenko
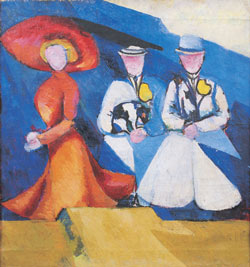
Drei Frauen (1909) von Alexandra Exter
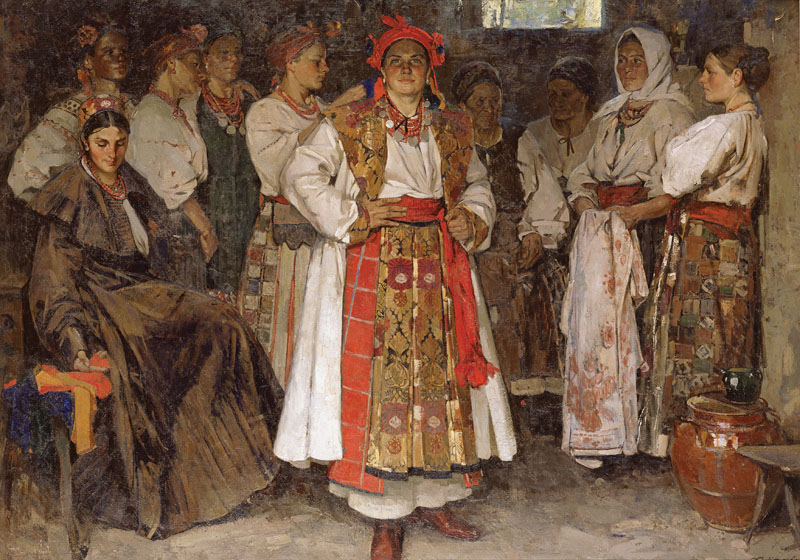
Braut (1910) von Fedir Krytschewskyj
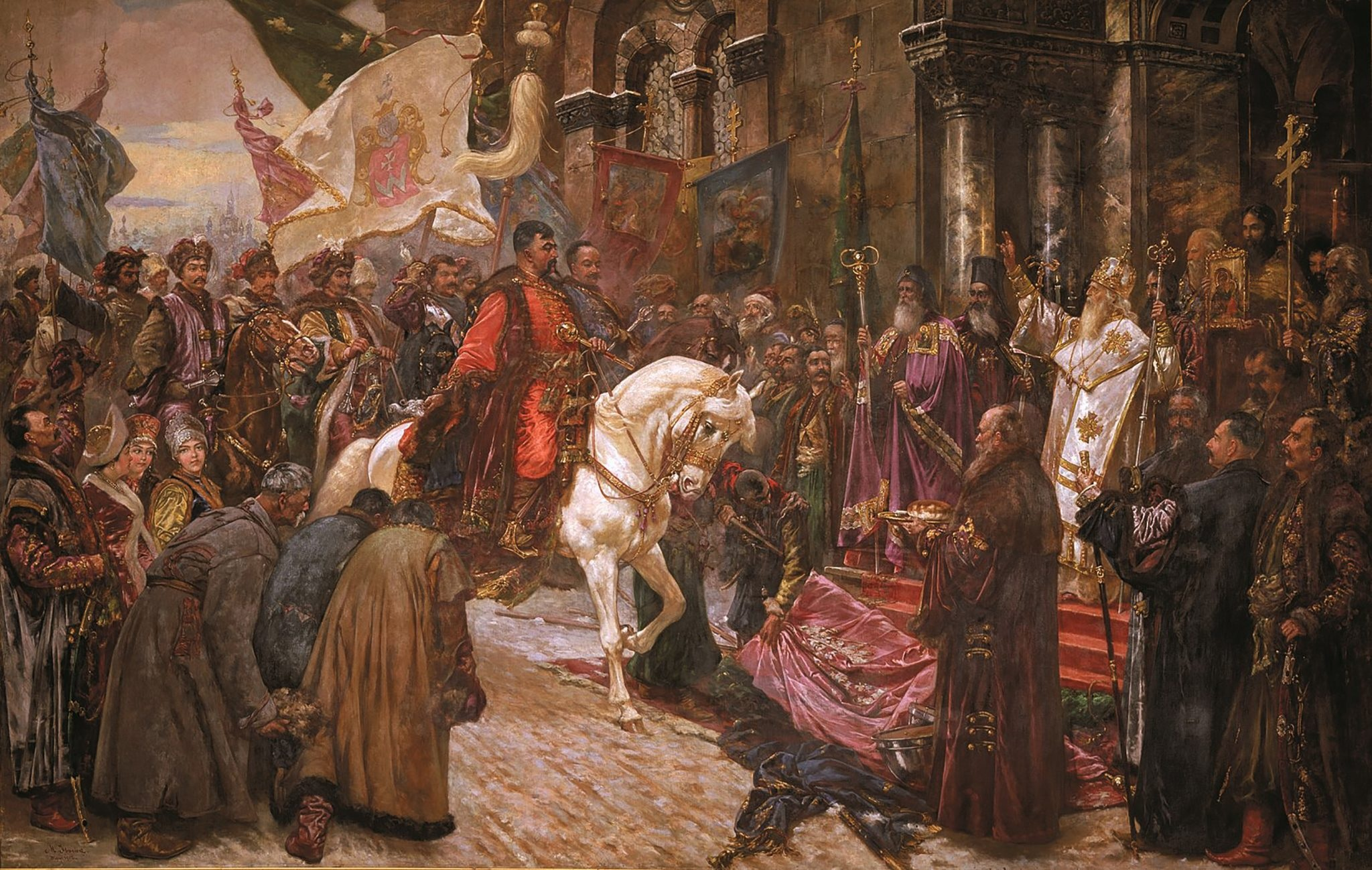
Einzug von Bohdan Chmelnyzkyj in Kiew (1912) von Mykola Iwasjuk
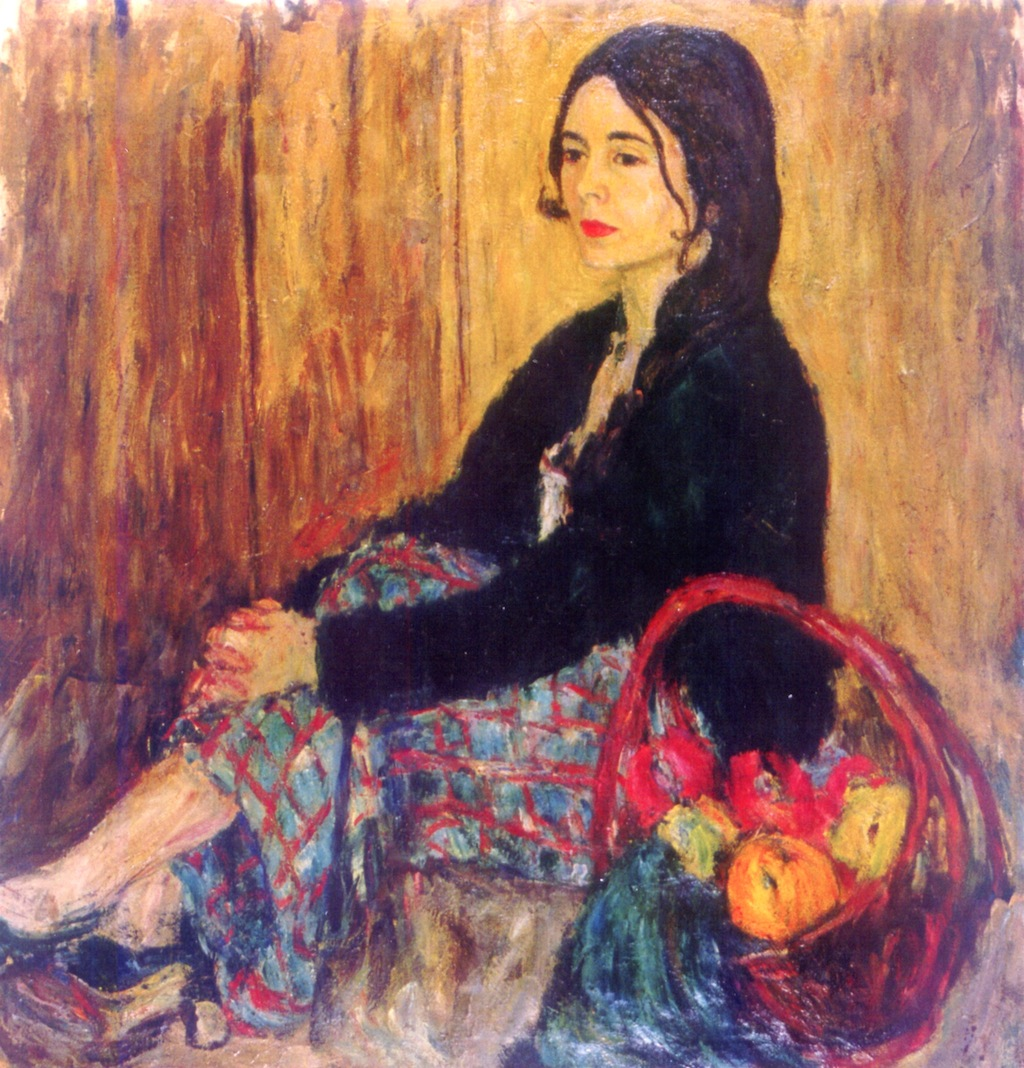
Porträt von Lucy (1934/35) von Abram Manewitsch
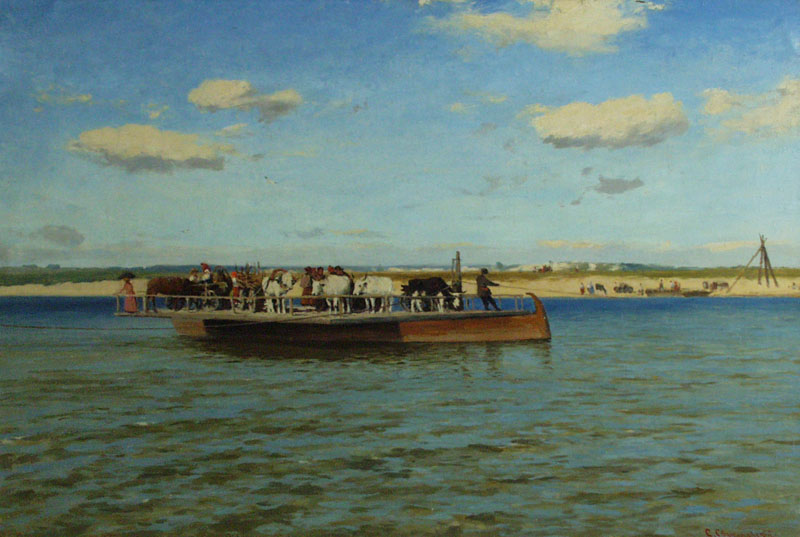
Serhij Switoslawskyj, „Fähre über den Dnepr“, Anfang 20. Jahrhundert